# Kanton Rabastens

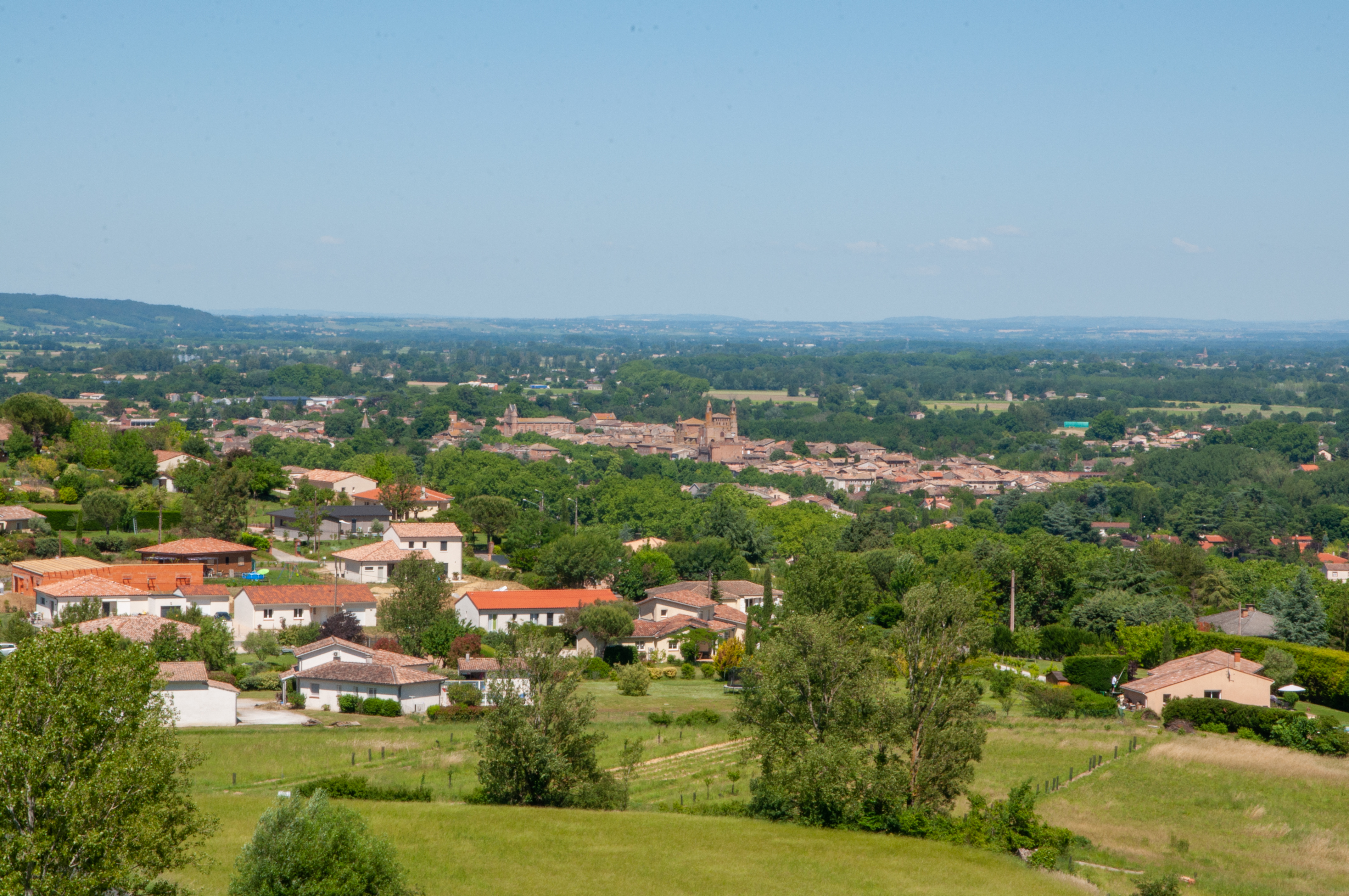
Rabastens (2020)

Der Kanton Rabastens war bis 2015 ein französischer Wahlkreis im Arrondissement Albi, im Département Tarn und in der Region Midi-Pyrénées. Hauptort war Rabastens. Vertreter im Generalrat des Départements war zuletzt von 2008 bis 2015 Pierre Verdier (DVG).
Der Kanton war 157,96 Quadratkilometer groß und hatte 7491 Einwohner, was einer Bevölkerungsdichte von 47 Einwohner pro Quadratkilometer entsprach. Im Mittel lag er 149 Meter über Normalnull, zwischen 95 und 252 Meter.

## Gemeinden
Der Kanton bestand aus sechs Gemeinden:
| Gemeinde   | Einwohner Jahr | Fläche km² | Bevölkerungsdichte | Code INSEE | Postleitzahl |
| ---------- | -------------- | ---------- | ------------------ | ---------- | ------------ |
| Coufouleux | 2.549 (2013)   | 27,16      | 94 Einw./km²       | 81070      | 81800        |
| Grazac     | 549 (2013)     | 32,02      | 17 Einw./km²       | 81106      | 81800        |
| Loupiac    | 401 (2013)     | 10,82      | 37 Einw./km²       | 81149      | 81800        |
| Mézens     | 423 (2013)     | 5,9        | 72 Einw./km²       | 81164      | 81800        |
| Rabastens  | 5.290 (2013)   | 66,29      | 80 Einw./km²       | 81220      | 81800        |
| Roquemaure | 413 (2013)     | 15,77      | 26 Einw./km²       | 81228      | 81800        |